# Menteşe
Menteşe (in turco ottomano منتشه) fu il primo dei beilicati anatolici, tra i principati di frontiera stabiliti dai turchi oghuz dopo il declino del sultanato selgiuchide di Rum. Fondato nel 1260/1290, prende il nome dal suo fondatore, Menteshe Bey ("bey" è un titolo che indica un capo tribale). La sua capitale era Milas (Mylasa) nell'Anatolia sudoccidentale.
Il cuore del beilicato corrispondeva all'incirca all'antica Caria o pressappoco all'odierna provincia di Muğla in Turchia, comprese le tre penisole sporgenti della provincia. Tra i centri importanti all'interno del beilicato c'erano le città di Beçin, Milas, Balat, Elmali, Finike, Kaş, Mağrı (l'attuale Fethiye ), Muğla, Çameli, Acıpayam, Tavas, Bozdoğan e Çine. La città di Aydın (precedentemente Tralles) fu controllata da questo beilicato per un certo periodo, durante il quale fu chiamata "Güzelhisar"; successivamente fu trasferito agli Aydinidi nel nord, che ribattezzarono la città per il fondatore della loro dinastia.
Il beilicato di Menteşe era una seria potenza regionale navale del suo tempo. A volte venivano indicati come i "turchi del mare" in quanto erano i primi beilicati marinari. Il beilicato produceva le barche utilizzando alberi speciali raccolti dalle estese foreste delle alte montagne costiere. Il beilicato conquistò persino Rodi e molte altre isole, che vengono ancora chiamate Isole "Mentesi" o Dodecaneso. Durante l'assedio di Costantinopoli nel 1453, circa il 40% della Marina ottomana proveniva dal Beilicato di Menteşe. Oggi, l'attuale Mugla continua ad essere un'importante regione cantieristica in cui molti yacht di lusso dove vengono ora prodotti per l'esportazione.
Architettonicamente, il beilicato di Menteşe ha avuto un impatto significativo sulla successiva architettura ottomana. Fu tra i primi beilicati a costruire grandi edifici in pietra tagliata con precisione e divennero esperti nella costruzione di cupole e archi. La regione stessa era un'importante fonte di marmo e pietra sin dai tempi dei romani e continua ad essere la principale regione di esportazione della pietra della Turchia. Hanno anche lasciato importanti opere di architettura, come la Moschea Firus Bey a Milas e la Moschea İlyas Bey a Balat.
Menteşe Bey si sottomise per la prima volta al dominio ottomano nel 1390, durante il regno di Bayezid I, "il fulmine". Dopo il 1402, Tamerlano restaurò il beilicato a Menteşoğlu İlyas Bey, che nel 1414 riconobbe la signoria ottomana. Una dozzina di anni dopo, nel 1426, Mentese fu incorporata nel regno ottomano.
L'attuale provincia turca di Muğla è stata denominata sub-provincia (sangiaccato) di Menteşe fino ai primi anni della Repubblica di Turchia, sebbene la sede provinciale fosse stata spostata da Milas a Muğla con l'istituzione del dominio ottomano nel XV secolo.
Oggi i discendenti della dinastia dei Beilicato di Mentese vivono principalmente nelle città più grandi della Turchia come Izmir o Istanbul. Molti vivono anche all'estero in California e nel Regno Unito. Negli ultimi decenni, molti sono tornati nella zona e si sono stabiliti in località turistiche come Yalikavak, Bodrum, Gocek, Marmaris e Fethiye.